# Ras al-Unuf
Ras al-Unuf (Ras Lanuf, Ra’s al-Unūf) – rafineria ropy naftowej i port naftowy w północnej Libii, nad zatoką Wielka Syrta Morza Śródziemnego, połączony rurociągami z polami naftowymi na południu kraju.
W czasie wojny domowej w Libii w 2011 Ras al-Unuf było kontrolowane przez rebeliantów w dniach 21 lutego - 10 marca, ponownie w rękach rebeliantów od 27 marca.